# Formazioni di VolleyLigaen danese di pallavolo femminile 2011-2012
Formazioni delle squadre di pallavolo partecipanti alla stagione 2011-2012 del campionato di VolleyLigaen.